# 3762 Amaravella
A 3762 Amaravella (ideiglenes jelöléssel 1976 QN1) a Naprendszer kisbolygóövében található aszteroida. Nyikolaj Sztyepanovics Csernih fedezte fel 1976. augusztus 26-án.